# Dr. Doogie Kamealoha
Dr. Doogie Kamealoha (Originaltitel: Doogie Kameāloha, M.D.) ist eine US-amerikanische Fernsehserie von Kourtney Kang. Sie basiert grob auf der Serie Doogie Howser, M.D., die von 1989 bis 1993 mit großem Erfolg bei ABC lief. In der titelgebende Hauptrolle ist Peyton Elizabeth Lee zu sehen. Weitere Hauptrollen haben Kathleen Rose Perkins und Jason Scott Lee inne. In der Serie geht es um ein junges Mädchen, das bereits mit 16 Jahren als Ärztin praktiziert und gleichzeitig ihre Pubertät durchlebt.
Die Serie wurde ab dem 8. September 2021 weltweit auf Disney+ veröffentlicht. Im Februar 2022 wurde die Serie um eine zweite Staffel verlängert, welche am 31. März 2023 veröffentlicht wurde. Im August 2023 wurde die Einstellung der Serie nach der zweiten Staffel bekannt.

## Handlung
Das Wunderkind Lahela „Doogie“ – den Spitznamen gaben ihr ihre Kollegen im Krankenhaus wegen der Fernsehserie Doogie Howser, M.D. – Kameāloha hat mit 16 Jahren bereits ihre Schulbildung abgeschlossen und arbeitet im heimatlichen Hawaii als Assistenzärztin im Krankenhaus. Ihr Vorbild ist ihre fokussierte Mutter Dr. Clara Hannon sowie ihr lebensfroher und spiritueller Vater Benny Kameāloha.
Ähnlich wie Doogie Howser (→ Handlung) nimmt Lahela gegen Ende jeder Episode einen Vlog auf.

## Synchronisation
Die erste Staffel der Serie wurde von der Iyuno-SDI Group Germany GmbH aus Berlin auf Deutsch synchronisiert. Jeffrey Wipprecht übernahm die Dialogregie und Laura Johae, Klaus Terhoeven sowie Michael Herrmann verfassten die Dialogbücher. Die zweite Staffel ist lediglich im englischen Originalton sowie in Synchronfassungen auf amerikanischem Spanisch, brasilianischem Portugiesisch, Japanisch und Koreanisch abrufbar, es stehen allerdings unter anderem deutschsprachige Untertitel zur Verfügung.
| Rolle                           | Schauspieler           | Synchronsprecher      |
| Hauptrollen                     | Hauptrollen            | Hauptrollen           |
| ------------------------------- | ---------------------- | --------------------- |
| Dr. Lahela „Doogie“ Kameāloha   | Peyton Elizabeth Lee   | Jodie Blank           |
| Dr. Clara Hannon                | Kathleen Rose Perkins  | Susanne Geier         |
| Benny Kameāloha                 | Jason Scott Lee        | Rainer Fritzsche      |
| Stephanie Marie „Steph“ Denisco | Emma Meisel            | Magdalena Montasser   |
| Kai Kameāloha                   | Matthew Sato           | Marco Eßer            |
| Brian Patrick Kameāloha         | Wes Tian               | Theodor Genschow      |
| Dr. Noelani Nakayama            | Mapuana Makia          | Marieke Oeffinger     |
| Dr. Charles Zeller              | Jeffrey Bowyer-Chapman | Michael Pink          |
| Nebenrollen                     |                        |                       |
| Dr. Lee                         | Ronny Chieng           | Jeffrey Wipprecht     |
| Walter Camara                   | Alex Aiono             | Sebastian Fitzner     |
| Mr. Hsiao                       | Andrew Tinpo Lee       | Klaus-Peter Grap      |
| Onkel John †                    | Al Harrington †        | ?                     |
| Dr. Edmund Choi                 | Randall Park           | Florian Hoffmann      |
| Gastrollen                      |                        |                       |
| Will †                          | Barry Bostwick         | Hans Bayer            |
| Rip Tide                        | David S. Jung          | Bernd Egger           |
| Magic Johnson                   | Magic Johnson          | Tilo Schmitz          |
| Olivia                          | Kylie Cantrall         | Julia Bautz           |
| Dr. Arthur Goldstein            | Max Greenfield         | John-Alexander Döring |

## Episodenliste

### Staffel 1
| Nr. | Deutscher Titel            | Originaltitel           | Erstveröffentlichung (USA) | Deutschsprachige Erstveröffentlichung (D/A/CH) | Regie          | Drehbuch                             |
| --- | -------------------------- | ----------------------- | -------------------------- | ---------------------------------------------- | -------------- | ------------------------------------ |
| 1   | Aloha heißt Hallo          | Aloha – The Hello One   | 8. Sep. 2021               | 8. Sep. 2021                                   | Jake Kasdan    | Kourtney Kang                        |
| 2   | Das Problem mit der Liebe  | Love Is a Mystery       | 15. Sep. 2021              | 15. Sep. 2021                                  | Erin O’Malley  | Alison Bennett                       |
| 3   | Die Lizenz zum Nichtfahren | License to Not Drive    | 22. Sep. 2021              | 22. Sep. 2021                                  | Erin O’Malley  | Sasha Stroman                        |
| 4   | Die Liste                  | Lahela & Stitch         | 29. Sep. 2021              | 29. Sep. 2021                                  | Jesse Bochco   | Steve Joe                            |
| 5   | Hoch Hinaus                | Dunk Cost               | 6. Okt. 2021               | 6. Okt. 2021                                   | Randall Park   | Patrick Kang & Michael Levin         |
| 6   | Karriere – Babes           | Career Babes            | 13. Okt. 2021              | 13. Okt. 2021                                  | Jesse Bochco   | Hayley Adams & JoEllen Redlingshafer |
| 7   | Mom-Mentum                 | Mom-Mentum              | 20. Okt. 2021              | 20. Okt. 2021                                  | Sean Kavanagh  | Mathew Harawitz                      |
| 8   | Die Liebe Siegt            | Talk-Story              | 27. Okt. 2021              | 27. Okt. 2021                                  | Gina Rodriguez | Matt Kuhn                            |
| 9   | Die Geburtstagstorte       | Scutwork                | 3. Nov. 2021               | 3. Nov. 2021                                   | Erin O’Malley  | Matt Kuhn                            |
| 10  | Kamehameha Tag             | Aloha – The Goodbye One | 10. Nov. 2021              | 10. Nov. 2021                                  | Erin O’Malley  | Steve Joe                            |

### Staffel 2
| Nr. (ges.) | Nr. (St.) | Deutscher Titel               | Originaltitel                   | Erstveröffentlichung | Regie                        | Drehbuch                             |
| ---------- | --------- | ----------------------------- | ------------------------------- | -------------------- | ---------------------------- | ------------------------------------ |
| 11         | 1         | Hui, Hou, A (Auf Wiedersehen) | A Hui Huo (Until We Meet Again) | 31. März 2023        | Sean Kavanagh                | Kourtney Kang                        |
| 12         | 2         | Fabelwesen                    | Mythological Creatures          | 31. März 2023        | Nick Wong                    | Alison Bennett                       |
| 13         | 3         | Nachricht von der Chefin      | Message from the Chief          | 31. März 2023        | Sean Kavanagh                | Patrick Kang & Michael Levin         |
| 14         | 4         | Schwarze Wolke, weiße Wolke   | Black Cloud, White Cloud        | 31. März 2023        | Sean Kavanagh                | Matthew Zinman & Craig Gerard        |
| 15         | 5         | Dance Dance Evolution         | Dance Dance Evolution           | 31. März 2023        | Jesse Bochco                 | Sasha Stroman                        |
| 16         | 6         | Nach dem Kuss                 | Post-Kiss Bliss                 | 31. März 2023        | Jesse Bochco                 | Hayley Adams & JoEllen Redlingshafer |
| 17         | 7         | Nur eine Mutter               | I’m Just a Mom                  | 31. März 2023        | Sean Kavanagh & Keith Powell | Dani Shank                           |
| 18         | 8         | Auf in den Kampf              | Crouching Tiger, Hidden Doctor  | 31. März 2023        | Dennis Liu                   | Steve Joe                            |
| 19         | 9         | Und jetzt?                    | Now What?                       | 31. März 2023        | Melissa Kosar                | Matt Kuhn                            |
| 20         | 10        | Ich                           | Me                              | 31. März 2023        | Anya Adams                   | Kourtney Kang & Matt Kuhn            |